# Football League Third Division
Football League Third Division – w latach 1920–1992 trzeci, najwyższy poziom ligowy w Anglii. Po uformowaniu Premier League, liga ta stała się trzecim najwyższym poziomem Football League i zarazem czwartym, najwyższym w kraju.
W 2004 roku ze względów reklamowych Football League Third Division przemianowano na Football League Two.

## Kluby założycielskie
W sezonie 1920/1921 do rozgrywek trzecioligowych przystąpiły 22 zespoły – 21 drużyn, które poprzednio zajęły wysokie lokaty w Southern Football League oraz Grimsby Town, ostatnia drużyna poprzedniego sezonu w Division Two.
- Brentford F.C.
- Brighton & Hove Albion F.C.
- Bristol Rovers F.C.
- Crystal Palace F.C.
- Exeter City F.C.
- Gillingham F.C.
- Grimsby Town F.C.
- Luton Town F.C.
- Merthyr Town F.C.
- Millwall F.C.
- Newport County A.F.C.
- Northampton Town F.C.
- Norwich City F.C.
- Plymouth Argyle F.C.
- Portsmouth F.C.
- Queens Park Rangers F.C.
- Reading
- Southampton
- Southend United F.C.
- Swansea Town F.C.
- Swindon Town F.C.
- Watford F.C.

Rok później Division Three została podzielona na dwie grupy – północną i południową. Podział ten przetrwał do 1958 roku.

## Połączenie grup północnej i południowej
Przed sezonem 1958/1959 utworzono ponownie jedną grupę trzeciego szczebla rozgrywek piłkarskich w Anglii. Klubami założycielskimi były:
- z Division Three North: Accrington Stanley, Bradford City, Bury, Chesterfield, Halifax Town, Hull City, Mansfield Town, Rochdale, Stockport County, Tranmere Rovers, Wrexham
- z Division Three South: Bournemouth, Brentford, Colchester United, Newport County, Norwich City, Plymouth Argyle, Queens Park Rangers, Reading, Southampton, Southend United, Swindon Town
- dwa zespoły relegowane z Division Two: Doncaster Rovers, Notts County.

Z wyżej wymienionych zespołów Bradford, Hull, Norwich, Notts, QPR, Reading, Southampton i Swindon wystąpiły w późniejszym okresie w najwyższej klasie rozgrywkowej. Stockport, Doncaster, Notts County i Rochdale były pierwszymi drużynami, które spadły do Fourth Division.
Zasady awansu były podobne jak w Division Two; pierwsze trzy zespoły uzyskiwały automatyczną promocję. Play-offs (baraże między drużynami z miejsc 3-6) wprowadzono w 1987 roku.